# La Prophétie des abeilles
 (février 2022).
Si vous disposez d'ouvrages ou d'articles de référence ou si vous connaissez des sites web de qualité traitant du thème abordé ici, merci de compléter l'article en donnant les références utiles à sa vérifiabilité et en les liant à la section « Notes et références ».
La Prophétie des abeilles est un roman de science-fiction écrit par Bernard Werber et paru aux éditions Albin Michel le 29 septembre 2021. D'après Libération et Le Parisien, il s'agit d'un succès de librairie,.

## Résumé
L'histoire d'une prophétie écrite au XIe siècle par le Templier Salvin de Bienne qui peut faire penser à la Prophétie de Jean de Vézelay.

## Personnages récurrents dans l’œuvre de Bernard Werber
Le héros est René Toledano, héros du roman La Boîte de Pandore, on y retrouve aussi sa compagne Opale Etchegoyen.